# Vương Thường
Vương Thường (chữ Hán: 王常, ? – 36), tên tự là Nhan Khanh, người huyện Vũ Dương, quận Dĩnh Xuyên,  là tướng lĩnh khởi nghĩa Lục Lâm cuối đời Tân, đầu đời Đông Hán trong lịch sử Trung Quốc.

## Tham gia khởi nghĩa, nắm quân Hạ Giang
Tổ tiên của Thường vốn là người huyện Hộ, Hữu Phù Phong . Vào khoảng thời Thành, Ai 2 đế, cha Thường là Bác dời nhà đến Vũ Dương .
Cuối đời Tân, Thường sau khi báo thù cho em trai thì bỏ trốn đến Giang Hạ, về sau tham gia khởi nghĩa Lục Lâm cùng bọn Vương Khuông, Vương Phượng, được làm Thiên bì, theo nghĩa quân đánh huyện Bàng. Sau đó cùng Thành Đan, Trương Ngang nắm riêng một cánh quân đánh Lam Khẩu thuộc Nam Quận, gọi là quân Hạ Giang. Nghĩa quân bị tướng nhà Tân là Nghiêm Vưu, Trần Mậu đánh bại, Thường cùng Đan, Ngang thu thập tàn quân chạy vào Lâu Khê, cướp bóc ở khoảng giữa Tam Chung Sơn của Tùy Châu và Thạch Long Sơn của An Châu, chấn hưng lực lượng. Quân Hạ Giang đại phá quân Tân của Kinh Châu mục (không rõ tên) ở hương Thượng Đường, bắc tiến đến Nghi Thu . 

## Hợp quân Lục Lâm, phong vương ban họ
Bấy giờ, các cánh nghĩa quân Lục Lâm là Tân Thị, Bình Lâm đều thua trận ở Tiểu Trường An, lòng người rời rã. Lưu Diễn, Lưu Tú và Lý Thông cùng đến doanh trại của quân Hạ Giang ở Nghi Thu, đề nghị được nói chuyện với chủ tướng. Đan, Ngang đề cử Thường ra gặp mặt. Lưu Diễn thuyết phục quân Hạ Giang hợp binh, Thường vốn một lòng với nhà Hán nên nhanh chóng đồng ý, quay về trình bày với Đan, Ngang. Chư tướng Hạ Giang ban đầu muốn tự chủ, Thường lấy đại nghĩa ra sức thuyết phục, cuối cùng bọn họ đồng ý. Các cánh quân Lục Lâm hội họp, nhuệ khí tăng mạnh, đánh bại quân Tân, giết các tướng Tân là Chân Phụ, Lương Khâu Tứ. 
Khi chư tướng bàn việc lập hoàng đế, thiểu số gồm Thường và sĩ đại phu Nam Dương muốn lập Lưu Diễn, không tranh được với bọn Chu Vĩ, Trương Ngang. Canh Thủy đế lên ngôi, lấy Thường làm Đình úy, Đại tướng quân, phong Tri mệnh hầu. Thường nắm riêng một cánh quân tuần hành Nhữ Nam, Bái Quận; trở về Côn Dương, cùng Lưu Tú đánh quân Tân của Vương Tầm, Vương Ấp. Canh Thủy đế dời đô đến Trường An, lấy Thường coi việc Nam Dương thái thú, được chuyên quyền thưởng phạt, phong làm Đặng vương, ăn lộc 8 huyện, ban họ Lưu. Thường tính cung cẩn kiệm phác, tuân thủ pháp luật, được người phương nam khen ngợi. 

## Quy thuận Quang Vũ, đánh dẹp quân phiệt
Mùa hạ năm Kiến Vũ thứ 2 (26), Thường đưa vợ con đến Lạc Dương, trần vai áo xin hàng. Quang Vũ đế gặp Thường thì cả mừng, cùng nhau ôn lại chuyện cũ, đặc biệt ban thưởng, phong làm Sơn Tang hầu. 
Quang Vũ đế nhắc lại tấm lòng kiên trung với nhà Hán của Thường năm xưa ở Nghi Thu, lấy ông làm Hán Trung tướng quân, thống lãnh chư tướng nam hạ trấn áp Đặng Phụng, Đổng Hân. Lại có chiếu sai Thường bắc tiến đánh Hà Gian, Ngư Dương, bình định các lực lượng cát cứ.  Mùa xuân năm thứ 5 (29), theo Ngô Hán, Cảnh Yểm đánh cho nghĩa quân Phú Bình, Hoạch Sách đại bại ở quận Bình Nguyên, truy kích đến quận Bột Hải, thu hàng 4, 5 vạn người.  Mùa thu, đánh chiếm Hồ Lăng, hội sư với đế ở Nhiệm Thành, tham gia đánh dẹp Tô Mậu, Bàng Manh. Quân Hán tiến đánh Hạ Bi, cánh quân của Thường giao chiến ở cửa thành, một ngày mấy hiệp, quân địch thua chạy, ông đuổi nà, trên thành bắn tên xuống như mưa; đế đem hơn trăm kỵ binh lên chỗ cao ở phía nam thành nhìn thấy Thường ra sức xông vào, vội sai Trung hoàng môn ban chiếu gọi ông về, sau đó quân địch đầu hàng. Thường lại cùng Kỵ đô úy Vương Bá bình định nghĩa quân ở Bái Quận. 
Mùa xuân năm thứ 6 (30), được triệu về Lạc Dương, lệnh vợ Thường đón chồng ở Vũ Dương, về nhà sửa sang mộ tổ tiên. Thường tây tiến đồn trú Trường An, chống lại Ngôi Hiêu. 
Năm thứ 7 (31), có sứ giả đem tỉ thư đến bái Thường làm Hoành dã tướng quân, ngôi vị ở trên chư tướng. Thường đánh bại tướng của Ngôi Hiêu là Cao Tuấn ở Triều Na. Quân của Hiêu đi qua Ô Thị, Thường đón đánh, phá được. Tiếp đó Thường chuyển sang hàng phục các bộ người Khương ở vùng biên. 
Tháng 9 ÂL năm thứ 8 (32), Thường cùng Lý Thông đánh dẹp nghĩa quân ở Tế Âm, Đông Quận. 
Năm thứ 9 (33), đánh bại nghĩa quân ở Nội Hoàng, thu hàng bọn họ. Sau đó lên phía bắc đồn trú Cố An, chống lại Lư Phương.  Tháng 6 ÂL cùng năm, Thường cùng Chu Hỗ, Hầu Tiến, Vương Bá dưới sự chỉ huy của Ngô Hán đưa 4, 5 vạn quân đánh tướng của Lư Phương là Giả Lãm, Mẫn Kham ở Cao Liễu, quân Hung Nô cứu viện Lư Phương, đánh bại quân Hán. Trước khí thế ngày càng lớn mạnh của người Hung Nô, có chiếu sai Chu Hỗ đồn trú Thường Sơn, Vương Thường đồn trú Trác Quận, Hầu Tiến đồn trú Ngư Dương, Vương Bá làm Thượng Cốc thái thú để phòng bị. 
Năm thứ 12 (36), hoăng tại nhiệm sở. Thụy là Tiết hầu. Con là Quảng được kế tự. 